# Yukiko Kinoshita
Yukiko Kinoshita (木下有希子, Kinoshita Yukiko), née le 20 décembre 1993 dans la préfecture d'Aichi, au Japon, est une chanteuse, idole japonaise du groupe de J-pop SKE48.